# 1399

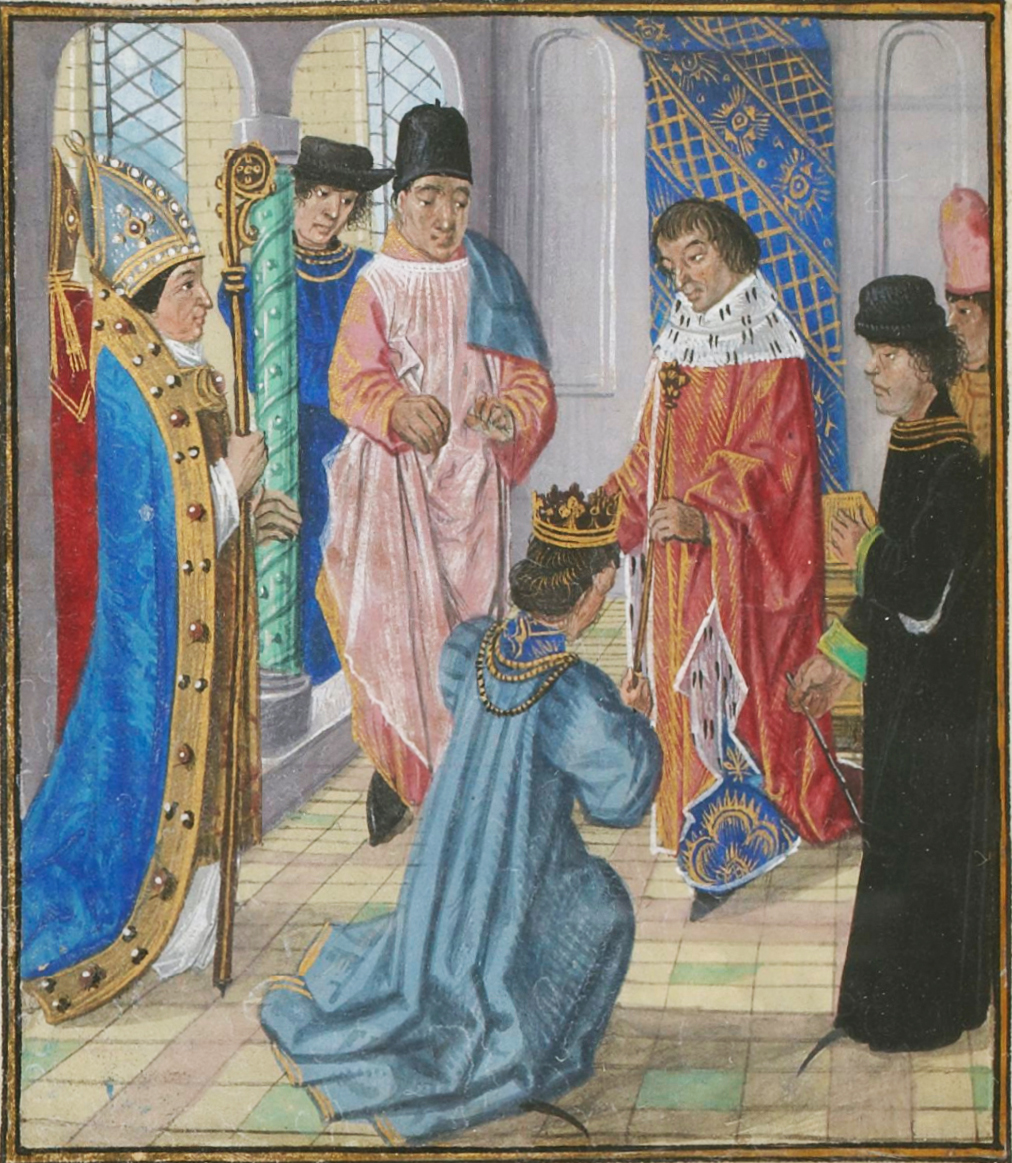
Richard II doet afstand van de troon

Het jaar 1399 is het 99e jaar in de 14e eeuw volgens de christelijke jaartelling.

## Gebeurtenissen
februari
- 3 - Johanna van Brabant maakt afspraken met de steden van Brabant en van Luik over de onderlinge verhoudingen en over ieders verplichtingen in de oorlog met Gelre.

april
- 13 - Workum krijgt stadsrechten van Albrecht van Beieren.

juli
- juli - Terwijl koning Richard II een veldtocht in Ierland voert, landt zijn verbannen neef Hendrik van Lancaster in Engeland, en neemt daar de macht over.

september
- 1 - Richard II geeft zich over aan Hendrik van Lancaster en wordt opgesloten in de Tower.
- 30 - Richard II doet officieel afstand van de troon ten gunste van Hendrik van Lancaster.

oktober
- 16 - De nieuwe Engelse koning Hendrik IV legt de eed af in het Engels, voor het eerst sinds de Normandische inval van 1066.

zonder datum
- Zhu Di, een oom van de Chinese keizer Jianwen, komt in opstand.
- Ladislaus van Napels weet Lodewijk II van Anjou, die hem het koninkrijk betwist, uit Napels te verdrijven.
- Het graafschap Sora wordt gecreëerd.
- Gherardo Appiano wordt heer van Piombino.
- Oss krijgt stadsrechten.
- oudst bekende vermelding: Nijeholtpade, Wachtum
- Inwijding van Begraafplaats Bergklooster in Zwolle.

## Kunst en literatuur
- Coluccio Salutati: De nobilitate legum et medicinae

## Opvolging
- Bretagne - Jan IV opgevolgd door zijn zoon Jan V
- Brieg - Hendrik VII opgevolgd door zijn zoons Hendrik en Lodewijk
- Engeland - Richard II opgevolgd door zijn neef Hendrik IV
- Mamelukken (Egypte) - Barquq opgevolgd door Faraj
- Manipur - Lairemba opgevolgd door Pengshiba
- Paderborn - Jan I van Hoya opgevolgd door Bertrand d'Arvazzano
- Polen - Hedwig opgevolgd door haar echtgenote Jogaila, grootvorst van Litouwen
- Sukhotai - Thammaracha II opgevolgd door Thammaracha III
- Tver - Michaël II opgevolgd door zijn zoon Ivan

## Afbeeldingen

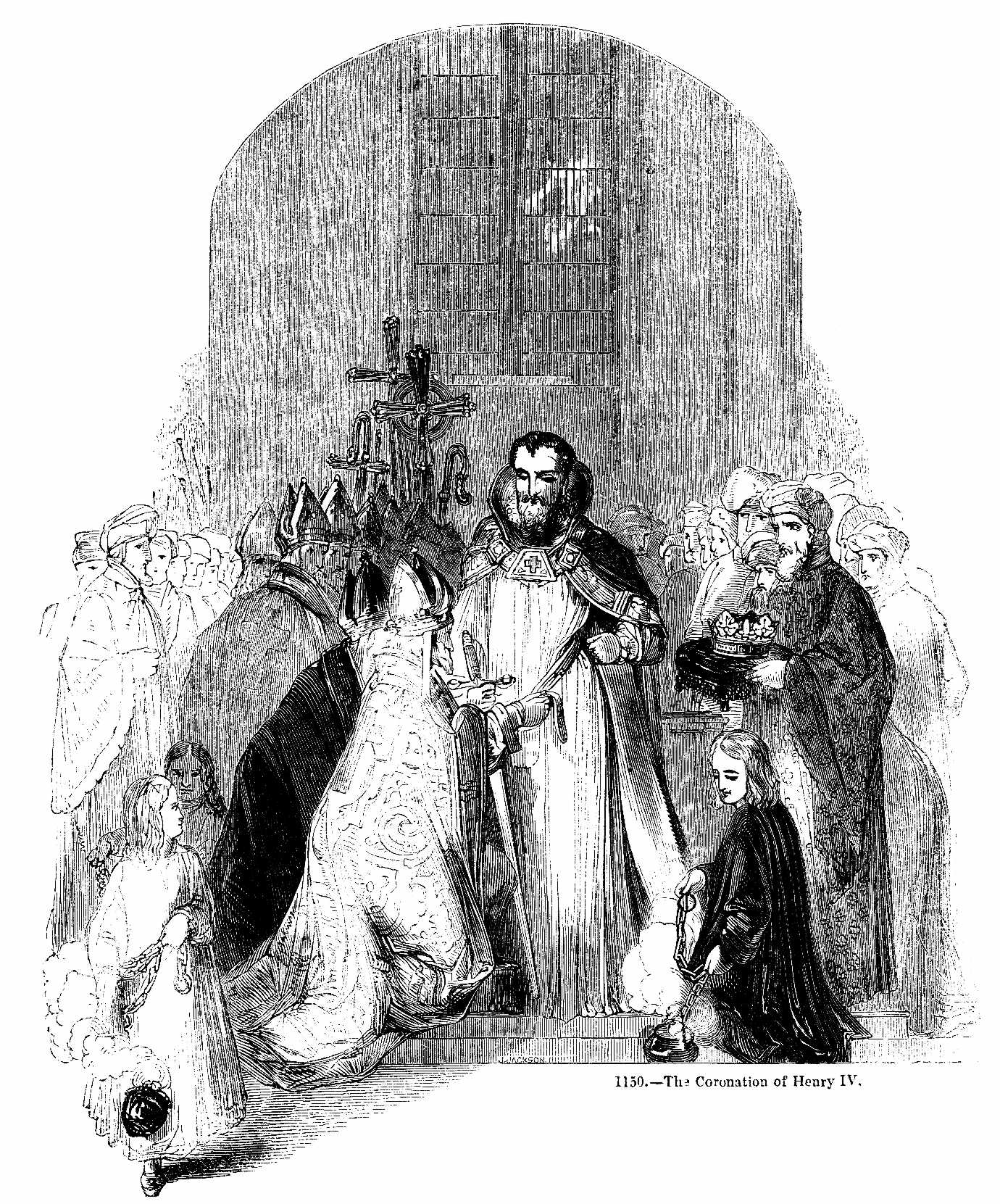
Hendrik IV gekroond

## Geboren
- Bonne van Armagnac, Frans edelvrouw
- Aleid ter Poorten, Nederlands kloosterlinge
- Jan van Angoulême, Frans edelman
- Rogier van der Weyden, Vlaams schilder (jaartal bij benadering)

## Overleden
- 3 februari - Jan van Gent (58), Engels prins
- 24 maart - Margaretha van Norfolk, Engels edelvrouw (vermoedelijke jaartal)
- 25 april - Widzel tom Brok, Fries edelman
- 11 juli - Hendrik VII (~55), hertog van Brieg
- 17 juli - Hedwig, koningin van Polen (1382-1399)
- 22 september - Thomas Mowbray (33), Engels edelman
- 5 oktober - Raymundus van Capua (~69), magister-generaal der dominicanen
- 1 november - Jan IV (60), hertog van Bretagne (1365-1399)
- 25 november - Jean d'Outremeuse (61), Luiks geschiedschrijver
- 1 december - Otto van Brunswijk-Grubenhagen, vorst van Tarente
- Barquq, sultan van Egypte (1382-1399)
- Eleanor de Bohun (~33), Engels edelvrouw
- Humfried van Gloucester (~17), Engels edelman
- Jean d'Arbois, Frans schilder
- Maria van Brabant (~74), Brabants edelvrouw
- Simone dei Crocifissi, Italiaans schilder
- Tawen Künga Rinchen, Tibetaans geestelijk leider
- Thammaracha II, koning van Sukhotai (1368-1399)
- William le Scrope, Engels edelman

## Trivia
- Het boek Gekaapt! van Thea Beckman speelt zich af in 1399-1400